# Hans Sutor

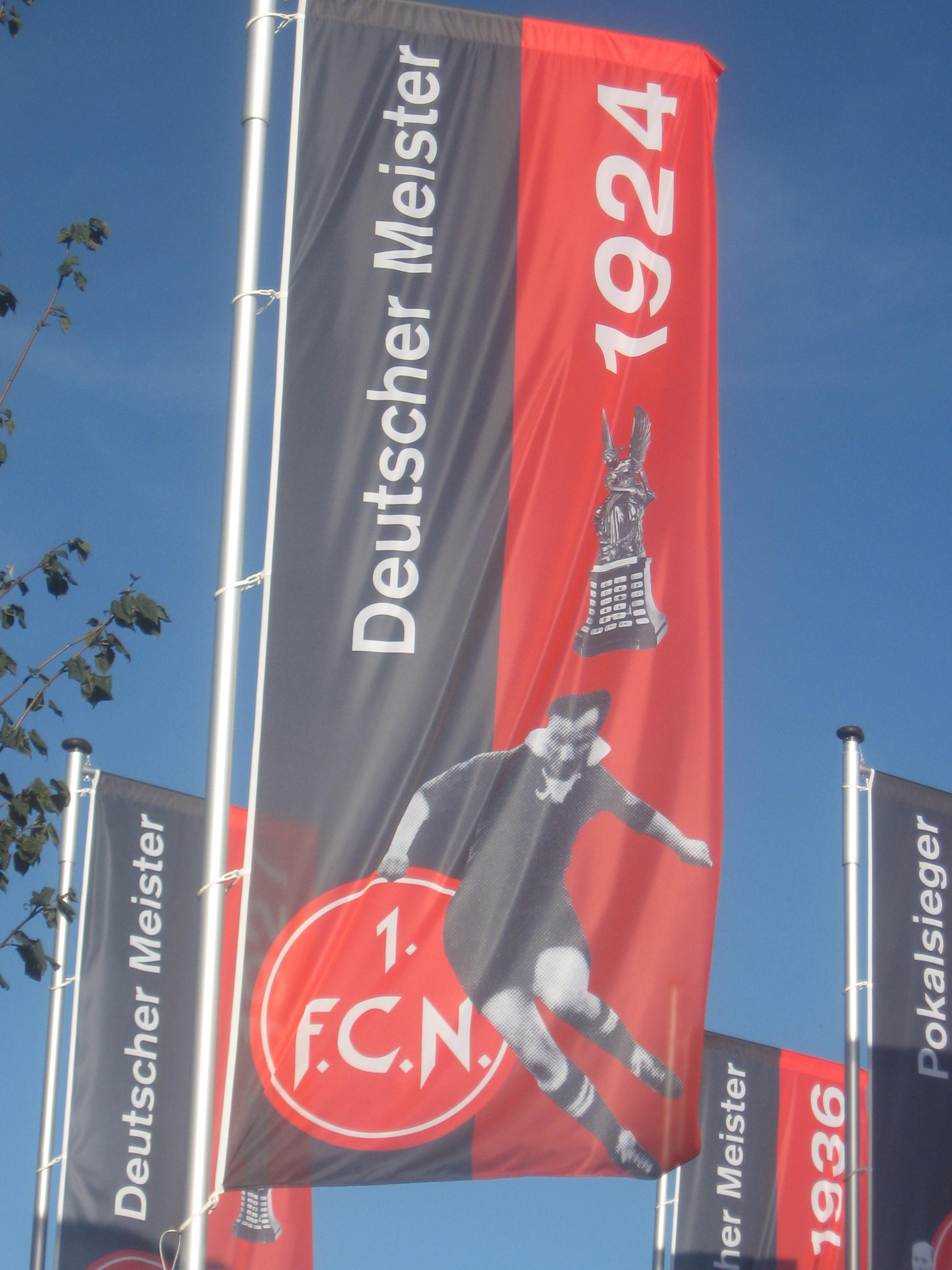
Konterfei Sutors auf einer
Fahne am easyCredit-Stadion

Hans Sutor (* 28. Juni 1895 in Nürnberg; † 9. März 1976) war ein deutscher Fußballspieler.

## Sportliche Laufbahn

### Vereinskarriere
Sutor begann 1908 beim FC Franken Fürth, der sich 1912 in FV Franken Fürth umbenannte, mit dem Fußballspielen. 1914 von William Townley, Trainer der SpVgg Fürth, entdeckt, wechselte er zu diesem Verein. Bis Saisonende 1919/20 spielte er in den vom Süddeutschen Fußball-Verband ausgetragenen Meisterschaften zunächst im Ostkreis, zuletzt in der Kreisliga Nordbayern. Während seiner Vereinszugehörigkeit gewann er 1917 die Ostkreismeisterschaft. Nachdem er mit der Mannschaft in das Finale der im K.-o.-System ausgetragenen Meisterschaft eingezogen war, wurde dieses gegen den FC Bayern München nach Hin- und Rückspiel im Gesamtergebnis mit 4:3 gewonnen. Mit der SpVgg Fürth, als Titelverteidiger aus dem Jahr 1914, nahm er in seiner letzten Saison an der Endrunde um die Deutsche Meisterschaft teil. Nachdem er im Viertel- und Halbfinale erfolgreich gewesen ist, unterlag er am 13. Juni 1920 in Frankfurt am Main dem 1. FC Nürnberg mit 0:2.
Ein Wechsel von Fürth nach Nürnberg oder umgekehrt war seinerzeit eigentlich „ein Ding der Unmöglichkeit“ ob der großen Rivalität beider Vereine. Sutor jedoch vollzog den Wechsel 1920, weil ihm der Respekt im Verein aufgekündigt wurde, da er eine Nürnbergerin geheiratet hatte. Bis Saisonende 1925/26 spielte er für den Club, seine letzten drei Spielzeiten in der leistungsdichteren und nicht in Kreisligen unterteilten Bezirksliga Bayern. Während seiner sechs Jahre währenden Vereinszugehörigkeit, in der er 204 Spiele bestritt, gewann er ebenso viele regionale Meisterschaften und daraus resultierend drei Deutsche Meisterschaften, zu denen er in zwölf Endrundenspielen und drei Toren beitrug.

### Auswahleinsätze
Sutor bestritt – als „Glubberer“ – für die A-Nationalmannschaft zwölf Länderspiele, für die er am 26. September 1920 in Wien bei der 2:3-Niederlage gegen die Nationalmannschaft Österreichs debütierte und mit dem Treffer zum 1:0 in der 56. Minute sein erstes Tor erzielte. Die am 15. Juni 1924 in Oslo beim 2:0-Sieg über die Nationalmannschaft Norwegens erlittene schwere Beinverletzung – Auswechslung für Walter Krause in der 68. Minute – zwang ihn seine Fußballerkarriere vorzeitig zu beenden. Seinen letzten Einsatz als Nationalspieler hatte er am 25. Oktober 1925 in Basel beim 4:0-Sieg über die Schweizer Nationalmannschaft.

## Erfolge
- Deutscher Meister 1921, 1924, 1925
- Süddeutscher Meister 1921, 1924
- Bayerischer Meister 1924, 1925
- Nordbayerischer Meister 1921, 1922
- Ostkreismeister 1917

## Trivia
Sutor, als wuchtiger, aber dennoch eleganter, fair spielender Linksaußen bekannt, wurde als dribbel- und spurtstark beschrieben, der zudem über ein gutes Schussvermögen verfügte. Der 1. FC Nürnberg hat zu Saisonbeginn 2006/07 als erster Bundesligaverein 35 Stadionblöcke seines Stadions nach berühmten und verdienten Spielern benannt; der Block 16 wurde nach Hans Sutor benannt.